# Wanaraja (distriktshuvudort i Indonesien)
Wanaraja är en distriktshuvudort i Indonesien.   Den ligger i provinsen Jawa Barat, i den västra delen av landet, 160 km sydost om huvudstaden Jakarta. Wanaraja ligger 724 meter över havet och antalet invånare är 26 240.
Terrängen runt Wanaraja är varierad.Runt Wanaraja är det tätbefolkat, med 636 invånare per kvadratkilometer. Närmaste större samhälle är Garut, 10,7 km väster om Wanaraja. I omgivningarna runt Wanaraja växer i huvudsak städsegrön lövskog.